# Delon Armitage
Pour les articles homonymes, voir Armitage.

a Compétitions nationales et continentales officielles uniquement.

b Matchs officiels uniquement.
Dernière mise à jour le 10 novembre 2019.
Delon Armitage, né le 15 décembre 1983 à San Fernando (Trinité-et-Tobago), est un joueur anglais de rugby à XV qui évolue au poste d'arrière ou ailier. Il compte 26 sélections avec l'équipe d'Angleterre.

## Biographie
C'est le frère de Steffon, joueur de rugby à XV qui compte plusieurs sélections en équipe d'Angleterre, au poste de troisième ligne, ainsi que de Guy Armitage, également joueur de rugby à XV au poste de centre.
Delon Armitage passe son adolescence à Nice, où son père adoptif travaille de 1996 à 2002. C’est là, comme son frère aîné Bevon et son cadet Steffon qu’il a été formé. Remarqué, il est même convoqué pour un essai avec l’équipe de France des moins de 16 ans, qui débouchera sur une sélection, contre l’Espagne. Pourtant, l’expérience n’ira pas plus loin. Celui qui rêvait de jouer pour l’équipe de France contre l’Angleterre est recalé. « Ce qu’ils m’ont dit après m’a presque détruit : il m’ont dit que j’étais trop petit, trop chétif pour réussir », se souvient-il. À son retour en Angleterre, à Richmond dans la banlieue de Londres où il vivait avant que son père ne parte pour la France, son entraîneur de l’époque lui fait cette prédiction : « Tu joueras pour l’Angleterre ».

## Carrière

### En club
Delon Armitage a commencé le rugby à l'âge de huit ans à Richmond avant de déménager en France, où il a évolué au Racing Rugby Club de Nice et où il a porté les couleurs de la France des moins de seize ans. Il a joué au football pour le club de Villeneuve-Loubet.
Il joue avec le club de Toulon en H-Cup et dans le Top 14 pour les deux prochaines saisons avec ses frères Steffon et Guy. Il remporte en 2013 la H-Cup avec Toulon. C'est lui qui inscrit l'unique essai de son club. Un essai décisif puisque la transformation permet à Toulon de reprendre un avantage définitif sur Clermont. À cette occasion, il crée la polémique puisqu'il a adressé un geste moqueur à Brock James avant d'inscrire son essai. Il est notamment attaqué sur sa conduite par l'ancien international anglais et journaliste sportif pour la BBC Brian Moore, ainsi que par l'international écossais Chris Cusiter qui considère le geste d'Armitage comme contraire aux valeurs du rugby.

### En équipe nationale
Il a honoré sa première cape internationale en équipe d'Angleterre le 8 novembre 2008 contre l'équipe des Pacific Islanders.
Lors du Tournoi des six nations 2009, il inscrit trois essais en quatre matchs.

## Palmarès

### En club
Avec les London Irish
- Challenge européen : 
  - Finaliste (1) : 2006
- Coupe d'Europe :
  - Demi-finaliste (1) :  2008

Avec le RC Toulon
- Coupe d'Europe : 
  - Vainqueur (3) : 2013 et 2014
- Championnat de France Top 14 : 
  - Champion (1) : 2014

### En équipe nationale
- 26 sélections avec l'équipe d'Angleterre
- 7 essais, 1 drop, 2 pénalités (44 points)
- Il a disputé la Coupe du monde 2011 en Nouvelle-Zélande